# Кабалуд
Кабалу́д (рос. Кабалуд) — село (колишнє селище) у складі Кезького району Удмуртії, Росія.
В селі знаходиться залізнична станція Кабалуд.

## Населення
Населення — 538 осіб (2010; 694 в 2002).
Національний склад станом на 2002 рік:
- удмурти — 56 %
- росіяни — 38 %

## Урбаноніми
- вулиці — Джерельна, Залізнична, Іванівська, Комунальна, Комсомольська, Кооперативна, Лісозаводська, Льонозаводська, Південна, Північна, Підлісна, Піонерська, Пролетарська, Радянська, Робоча, Східна, Центральна, Шкільна
- провулки — Західний